# 搞神馬
搞神馬是兩位YouTuber馬田與阿神的合作頻道。

## 頻道成員
2017年，香港YouTube官方邀請了馬田、阿神、辦公室小野三人為香港YouTube FanFest拍攝宣傳短片，適逢阿神有意創立生活類型頻道，因此他在回國後就聯繫了馬田，表達想一起經營頻道的想法。2017年12月2日發布第一支影片，2019年11月27日正式突破百萬訂閱大關。

### 馬田
香港兼職YouTuber，被網民暱稱「腩田」，有個人烹飪頻道「點 Cook Guide」、網上火鍋及食材訂購網站「牛旨商店」。為拍攝「搞神馬」，馬田每月均會往來台灣工作室拍攝。2020年，受2019冠狀病毒病疫情影響及兩地相關檢疫措施所限，馬田一度無法前往台灣拍攝，頻道一度以影片庫存、由台灣其他YouTuber代班、虛擬人物或兩地各自錄片段再合為一集來維持發放，直至2022年11月，马田得以回归台湾拍摄搞神马频道影片。

### 阿神
台灣YouTuber、遊戲實況主和網路紅人。曾居於高雄和新北市新店區，現居於新北市中和區。

## 代言
2020年6月，甜點店「金帛手製 KINBER MADE」找來搞神馬一同打造夏季限定款「可爾卑思山型捲」。

## 外部連結
- YouTube上的搞神馬頻道
- 搞神馬的Facebook專頁
- 搞神馬的Instagram帳戶